# 克林巴克
克林巴克（法語：Climbach，法語發音：[klimbak]  或 [klimbax]）是法国下莱茵省的一个市镇，位于该省北部，属于阿格诺-维桑堡区。

## 地理
克林巴克（49°1'4"N, 7°51'2"E）面积7.15 平方千米，位于法国大東部大區下莱茵省，该省份为法国大陆部分最东部的省份，是阿尔萨斯的一部分，今与上莱茵省组成了阿尔萨斯欧洲集体，其南至上莱茵省，西南接孚日省和默尔特-摩泽尔省，西接摩泽尔省，北与德国接壤，东侧沿莱茵河与德国相望。
与克林巴克接壤的市镇（或旧市镇、城区）包括：克莱堡、朗佩尔特斯洛克、朗巴克、温根、维桑堡。
克林巴克的时区为UTC+01:00、UTC+02:00（夏令时）。

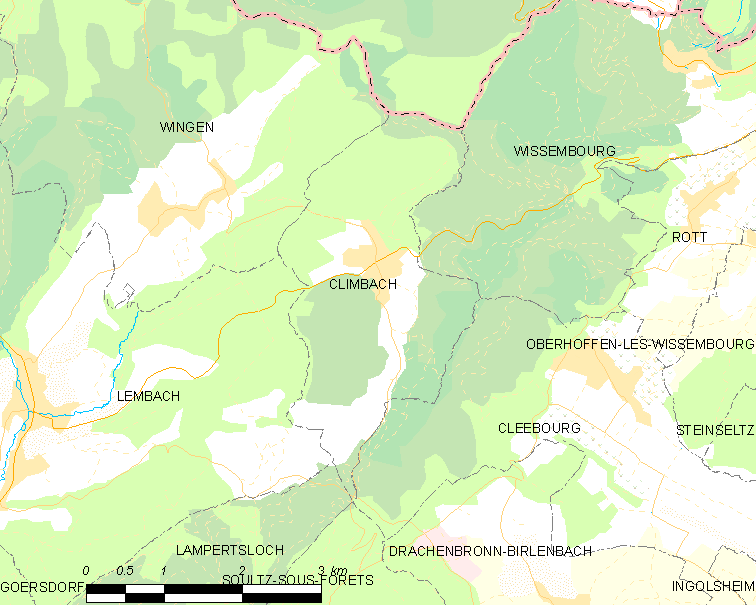
克林巴克的OSM定位图

## 行政
克林巴克的邮政编码为67510，INSEE市镇编码为67075。

## 政治
克林巴克所属的省级选区为维桑堡县。

## 人口

1962-2008年间克林巴克人口变化图示

克林巴克于2022年1月1日时的人口数量为474人。